# UK Independence Party

UKIP:s tidigare logotyp.

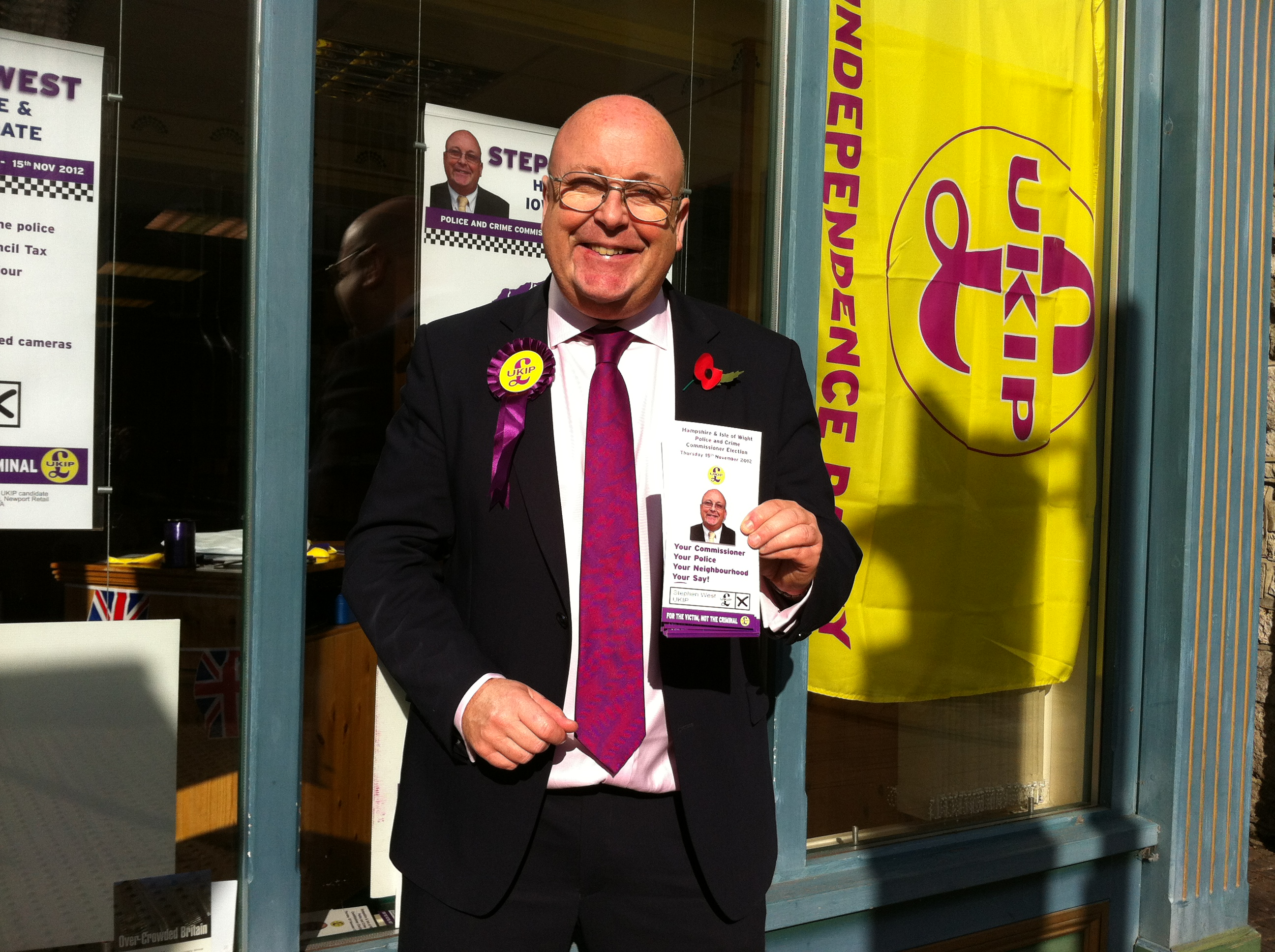
En av UKIP:s kandidater under valkampanjen 2012 med UKIP:s nuvarande logotyp synlig till höger om kandidaten.

The UK Independence Party (UKIP, "Storbritanniens självständighetsparti") är ett brittiskt högerpopulistiskt politiskt parti som enligt sina stadgar är ett demokratiskt och libertarianskt parti.
Partiet har för närvarande en ledamot av Wales nationalförsamling och en representant i London Assembly. 
UKIP nådde sina största väljarframgångar i mitten av 2010-talet när man hade två parlamentariker i det Brittiska underhuset och var det största brittiska partiet i EU-parlamentet.

## Politik
Partiets huvudmål är att Storbritannien ska lämna EU. Det har även förordat liberala idéer, som platt skatt och frihandel. UKIP förordar en liberal form av nationalism och vill bland annat låta medborgarna kräva beslutande folkomröstningar, låta folket besluta om den storskaliga planeringen såsom stormarknader, vindkraftparker, stora bostadsprojekt samt stora vägbyggen. De vill vidare introducera val till regionala styrelser för hälsovård, skolor och polis samt hålla regeringsmakten borta från det kommunala styret. Direktdemokrati tycks stå på deras program lika mycket som det starka EU-motståndet.[källa behövs]
Partiet sitter i Gruppen Frihet och direktdemokrati i Europa (EFDD) med italienska Movimento cinque stelle, litauiska Ordning och rättvisa och svenska Sverigedemokraterna. Nigel Farage är gruppledare.

### Epitet
Utöver partiets stadgar, som säger att partiet är demokratiskt och libertarianskt, har andra beskrivit partiet som
- thatcheristiskt[8]
- konservativt[källa behövs]
- EU-skeptiskt[9]
- EU-kritiskt[4][6]
- EU-fientligt[6][7]
- Invandringskritiskt[6][7]
- främlingsfientligt[4][5][6]

När en korrespondent för Sveriges televisions nyhetsprogram Aktuellt i november 2014 beskrev partiet som "högerextremt" och "invandringsfientligt" fälldes programmet i Granskningsnämnden för att ha brustit i saklighet. Vid sin pliktsändning av nämndens beslut kallade Aktuellt åter partiet för "invandringsfientligt", vilket nämnden fann anmärkningsvärt.
I ett annat beslut friades programmet Agenda för att en reporter beskrev partiet som "främlingsfientligt".

## Historik
UKIP grundades 1993 av en grupp kring Alan Sked. De var alla medlemmar av det Maastrichtnegativa Anti-Federalist League(en).[källa behövs] Partiet har rönt avgjort störst framgång i Europaparlamentsvalen, och blev det största brittiska partiet i Europaparlamentsvalet 2014 (27,5% och 24 mandat). Dock har partiet även ställt upp i nationella val. Vid parlamentsvalen 2010 fick partiet 3,1 procent av de avlagda rösterna och inga platser i brittiska underhuset. Under mandatperioden som följde gick två parlamentsledamöter från Tories över till UKIP, Douglas Carswell och Mark Reckless. I valet 2015 fick partiet en stor framgång i röster räknat och blev med 12,6 procent tredje största parti, men lyckades bara behålla ett av sina två mandat (Carswell i valkretsen Clacton). I valet 2017 fick UKIP inga mandat. 
Inför Europaparlamentsvalet 2019 grundades Brexitpartiet av flera avhoppare från UKIP i protest mot den linje som Gerard Batten fört som partiledare.

### Ledare
- Alan Sked - 1993–1997
- Craig Mackinlay - 1997 (temporärt)
- Michael Holmes - 1997–2000
- Jeffrey Titford - 2000–2002
- Roger Knapman - 2002–2006
- Nigel Farage - 2006–2009
- Malcolm Pearson - 2009–2010
- Jeffrey Titford - 2010 (temporärt)
- Nigel Farage - 2010–2016
- Diane James - 2016
- Nigel Farage - 2016 (temporärt)
- Paul Nuttall - 2016–2017
- Steve Crowther - 2017 (temporärt)
- Henry Bolton - 2017–2018
- Gerard Batten - 2018–2019
- Richard Braine - 2019
- Freddy Vechna - 2020
- Neil Hamilton - 2020–2024
- Lois Perry - 2024 (Nick Tencomi var interimledare)

## Valresultat

### Europaparlamentet
| Val  | Mandat   | %      | Ref    |
| ---- | -------- | ------ | ------ |
| 1999 | 3 av 87  | 6,5 %  | [ 13 ] |
| 2004 | 12 av 78 | 15,6 % | [ 14 ] |
| 2009 | 13 av 72 | 16 %   | [ 15 ] |
| 2014 | 24 av 73 | 26,6 % | [ 16 ] |
| 2019 | 0 av 73  | 3,2 %  | [ 17 ] |

### Underhuset
| Val  | Mandat   | %      | Ref    |
| ---- | -------- | ------ | ------ |
| 1997 | 0 av 650 | 0,3 %  | [ 18 ] |
| 2001 | 0 av 650 | 1,4 %  | [ 19 ] |
| 2005 | 0 av 650 | 2,2 %  | [ 20 ] |
| 2010 | 0 av 650 | 3,1 %  | [ 21 ] |
| 2015 | 1 av 650 | 12,7 % | [ 22 ] |
| 2017 | 0 av 650 | 1,8 %  | [ 23 ] |
| 2019 | 0 av 650 | 0,07 % | [ 24 ] |
| 2024 | 0 av 650 | 0,02 % | [ 25 ] |